# ديامان (صاروخ)

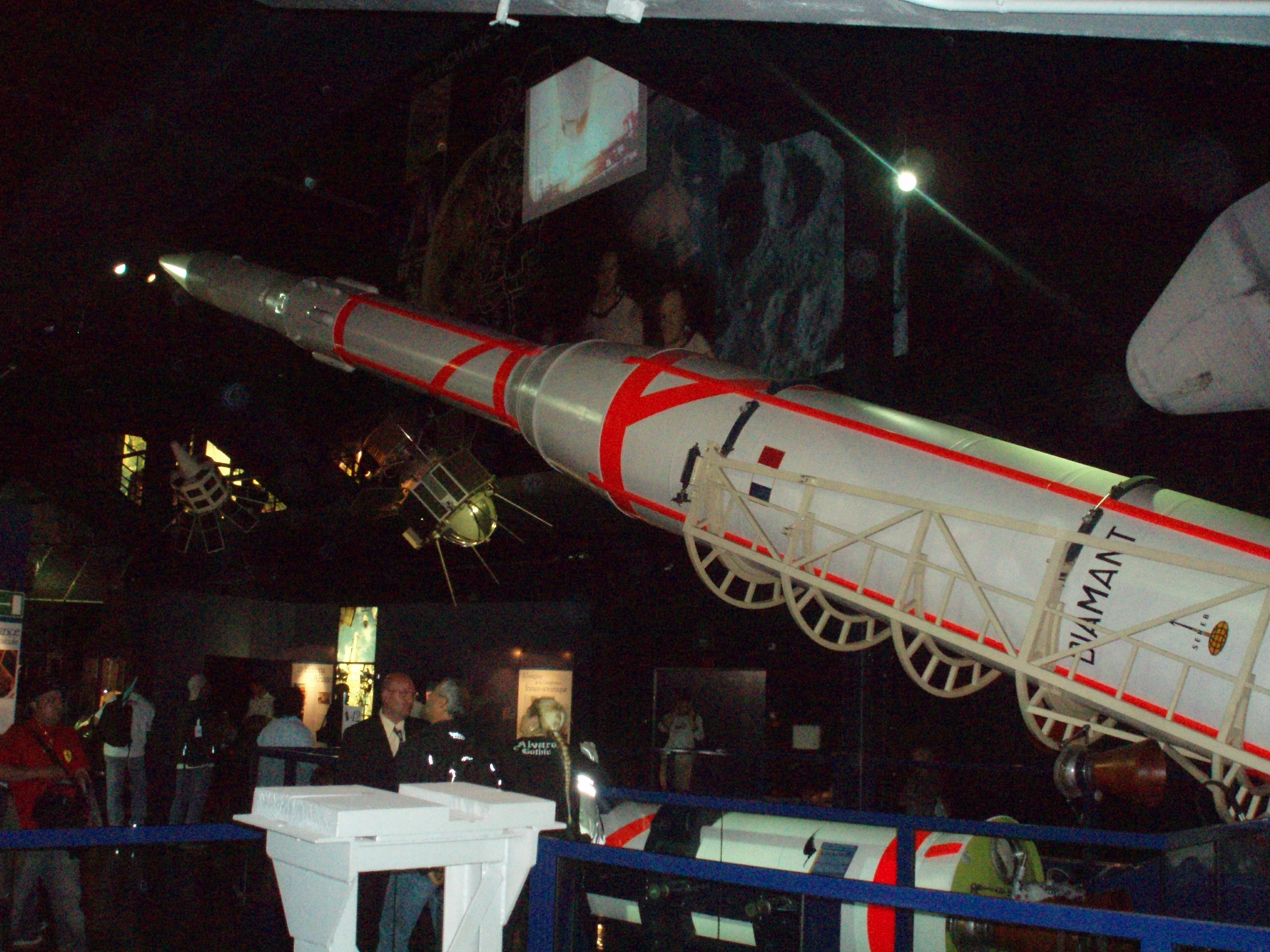

صاروخ ديامانت (يعني "الماس")، هو أول نظام إطلاق مستهلك فرنسي حصريًا وفي نفس الوقت أول قاذفة أقمار صناعية لم تصنعها الولايات المتحدة أو الاتحاد السوفييتي. يُعَد السلف الرئيسي لجميع مشاريع الإطلاق الأوروبية اللاحقة. حصل رئيس المشروع تشارلي أتالي على وسام جوقة الشرف في عام 1965 لمساهماته في المشروع.
خلال عام 1962، بدأ تطوير ديامانت كأول مشروع مركبة فضائية لوكالة الفضاء الفرنسية، المركز الوطني للدراسات الفضائية. نشأ المشروع من البرنامج العسكري المسمى "Pierres Précieuses" (وهي كلمة فرنسية تعني "الأحجار الكريمة")، والذي تضمن خمسة نماذج أولية: العقيق، التوباز، الزمرد، الياقوت والياقوت الأزرق، واعتمد اعتمادًا كبيرًا على المعرفة والتقنيات التي طُورت سابقًا. في 26 نوفمبر 1965، قامت الطائرة Diamant A برحلتها الأولى. ومن بين 12 محاولة إطلاق أجريت بين عامي 1965 و1975، كانت 9 منها ناجحة. وفي 26 نوفمبر 1965 استخدم ديامانت لإطلاق أول قمر صناعي فرنسي (المسمى أستريكس) بنجاح.
طُورت ثلاثة إصدارات متتالية من صاروخ ديامانت، وهي A وB وBP4. تحتوي جميع الإصدارات على ثلاث مراحل وحمولة تبلغ حوالي 150 كجم لمدار يبلغ طوله 200 كم. على الرغم من نجاح ديامانت كمنصة إطلاق، اختارت فرنسا في النهاية في عام 1975 وقف المزيد من العمل في برنامج الإطلاق الوطني الخاص بها لصالح المشاركة في البرنامج المتعدد الأوروبي لإنتاج ما سيصبح منصة الإطلاق أريان.